# 11005 Waldtrudering
11005 Waldtrudering è un asteroide della fascia principale. Scoperto nel 1980, presenta un'orbita caratterizzata da un semiasse maggiore pari a 2,6566005 UA e da un'eccentricità di 0,1969480, inclinata di 8,44759° rispetto all'eclittica.